# 科迪勒拉山系
美洲科迪勒拉山系（英語：American Cordillera）是南北美洲大陆西端的众多山脉系统的统称，北起阿拉斯加，南到火地岛，绵延约15,000（9,300英里），是世界上最长的山系。美洲科迪勒拉山系是太平洋板块和纳斯卡板块挤压北美洲和南美洲板块的产物，属中新生代褶皱带，也是环太平洋火山带的东半部。
英語中的“科迪勒拉”（cordillera）是来自于西班牙语的外来语，意思是“小绳子”，指由多个山脉连接组合成的绵延山系，在英语中泛指任何由数个山脉组成的大山系。

## 形成
古老的岩石通过约300百万年前的宾夕法尼亚纪造山运动形成落基山脉南部，位于现今科罗拉多州附近。此次造山运动形成了整个落基山脉最原始的山脉部分，主要由前寒武纪变质岩挤压浅海相层状灰岩隆升形成。
白垩纪末拉拉米运动，掀起了大规模造山运动，其影响范围北起阿拉斯加向南至大小安的列斯群岛，在南美使安第斯地槽发生强烈的造山运动，造就了整个安第斯山的褶皱构造。至此，美洲大陆的面积向西扩展了一大步。这次运动一直延续到第三纪。新生代以后，科迪勒拉山系曾进入一个以侵蚀为主的时期，使山间盆地、山前拗陷及低地处都有大量的陆相沉积，及至上新世又掀起巨大的上升运动，并一直延续到第四纪及之后，这次运动使科迪勒拉山系重新抬升、褶皱、断裂并伴随岩浆侵入，熔岩喷发和火山活动。经过这次运动，科迪勒拉山系不仅具有年輕的现代构造地貌的特征，而且通过中美地峡，使南北美沟通联系，并使它成为世界上最长的山系。

## 主体山脉

### 安第斯山脉
安第斯山脉（英語：The Andes）为科迪勒拉山系的主干之一，全长近9000公里，位于南美洲大陆西部，是世界上最长的山脉。大体上与太平洋岸平行，其北段支脉沿加勒比海岸伸入特立尼达岛，南段伸至火地岛。跨委内瑞拉、哥伦比亚、厄瓜多尔、秘鲁 、玻利维亚、智利 、阿根廷等国 。

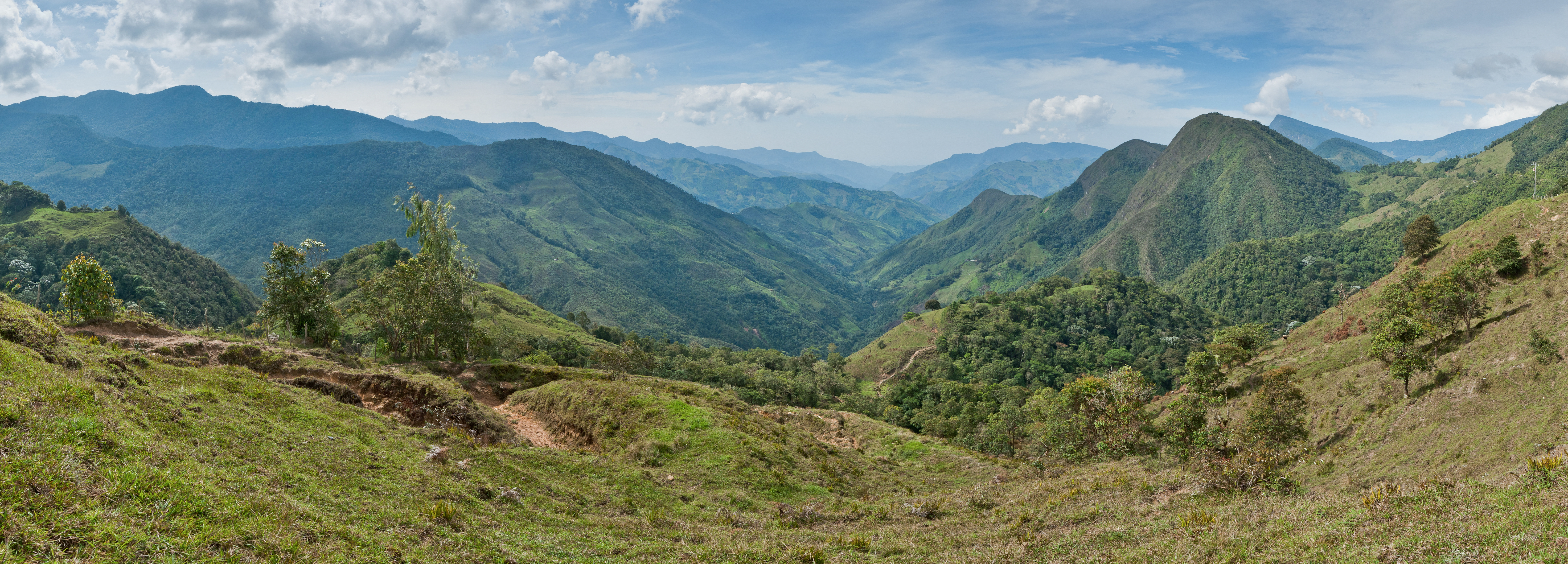
安第斯山脉

### 落基山脉
落基山脉（英語：Rocky Mountains）是科迪勒拉山系的主干之一，南北纵贯4800多千米，主要的山脉从加拿大不列颠哥伦比亚省到美国西南部的新墨西哥州。

### 内华达山脉
内华达山脉位于美国西部，在加州中央山谷和盆地之间，主体位于加利福尼亚州，南北长640公里，东西宽110公里。1亿多年前的内华达造山运动期间，花岗岩在地下深处形成。在四百多万年前开始隆起，被冰川侵蚀暴露出花岗岩，形成了浅色的高山和悬崖，海拔开始大幅度提升。

## 气候
山系自然环境复杂，分布有自寒带到热带的气候，有世界上最完整的垂直带谱。山系主要以高山高原气候为主，在北回归线与赤道之间分布有热带雨林气候。落基山脉的大盆地分布有温带大陆性气候，科罗拉多大峡谷分布有热带沙漠性气候。

### 影响
山脉多为南北走向，且地势高，来自太平洋的湿润空气仅能到达西部沿海地区，而南下的北冰洋冷空气，每年从太平洋带来了大规模的低气压，这些低气压在通过内华达山脉、落基山脉、和喀斯喀特山脉时夹带了大量水分，当这些气压到达中部大平原时便能进行重组，导致主要的气团相遇而带来激烈的大雷雨。有时这些暴雨可能与其他的低气压会合，继续前往东海岸和大西洋，并会演变为更激烈的东北风暴（英語：Noreaster），甚至飓风或者龙卷风。

## 资源

### 矿产资源
洛矶山脉有丰富的自然资源，矿产包括铜、金、铅、银、钨、锌、钼、煤、天然气、石油和油母页岩，科罗拉多州的钼矿是世界上产量最大的钼矿。

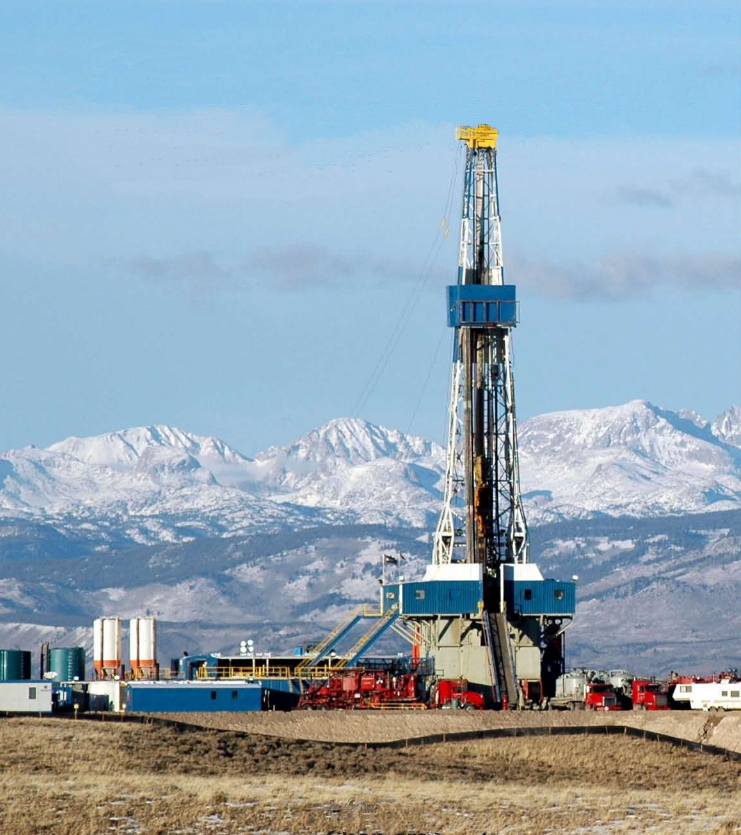
洛磯山脈附近的天然氣鑽井

洛磯山脈有許多富含煤层气的沉积盆地。煤层气是由煤層產生的天然氣，可能因為細菌作用或是因為高溫而產生。煤层气約佔美國天然氣用量的7%。洛磯山脈最主要的煤层气產地是在新墨西哥州及科羅拉多州的聖湖安盆地以及懷俄明州的粉河盆地，預估共蘊藏有380億立方英呎的天然氣。煤层气的提煉可透過將煤床脫水，將水和煤层气分離，或是在煤床中注入水，使煤床破裂，釋放天然氣（稱為水力壓裂）。
自西班牙殖民南美時，安地斯山脈即以其豐富的礦量而聞名。雖然安第斯印第安人之前就會用金及其他金屬製作飾器，但一直到西班牙殖民時期起才開始大規模的開採。玻利維亞的波托西以及秘魯的塞羅德帕斯科曾是西班牙帝國的主要礦產區。拉布拉他河及阿根廷都因為波托西的銀礦而得名。
現在智利和秘魯是世界產銅第一大及第三大的國家。秘魯的亞納科查是世界第一大金礦區。玻利维亚的安第斯山脉主要產錫，以往曾經產銀，而且對十七世紀歐洲的物價革命有很大的影響。

## 面临问题
- 污染：矿山排放的尾矿和有毒废物污染了整个洛矶山区，例如开采了80多年的锌矿污染北科罗拉多州的伊沟河（英语：Eagle River (Colorado)），使得水藻和鳟鱼迅速减少，使水質降低，也影響當地的旅遊業，如果要恢復原有生态环境，大约需要耗费230万美元。1983年科罗拉多州总检察院状告锌矿股东赔偿480万美元环境保护费用，5年以后生态系统才有所恢复[12]
- 全球变暖：20个英国环保组织在拉丁美洲召开大会讨论全球变暖的影响，一份安第斯山脉冰川正在融解的报告指出，安第斯山脉的查卡塔亚冰山是玻利维亚数座城市的主要水源，然而它将在15年后彻底融化；安第斯山脉延续在秘鲁境内的著名山峰胡阿斯卡鲁，山上冰雪已经融化了1280公顷，冰山覆盖率仅为30年前的40%；智利的奥希金斯冰山100年来“缩水”了15千米；阿根廷的乌帕萨拉冰山正以每年14米的速度消失。在哥伦比亚，冰山较之1850年消失了80%，而厄瓜多尔的主要冰山在20年间损失一半。[13]

### 文献、资料
1. 1 2 3 4  . 湖南: 湖南教育出版社. 2002（第一版）. ISBN 9787535535733.
2. ↑  The Encyclopedia Americana: a library of universal knowledge （页面存档备份，存于）, page 687 (Encyclopedia Americana Corp., 1918): "It is used particularly in physical geography, although in geology also it is sometimes applied...."
3. ↑  Chronic, Halka. . 1980. ISBN 0-87842-105-X.
4. ↑  English, Joseph M.; Johnston, Stephen T.  (PDF). International Geology Review. 2004, 46 (9): 833 838  [2020-09-15]. doi:10.2747/0020-6814.46.9.833. （原始内容存档 (PDF)于2011-06-07）.
5. ↑  Miller, Meghan S.; Levander, Alan; Niu, Fenglin; Li, Aibing.  (PDF). Journal of Geophysical Research. 2008-06-23, 114: B01312  [2010-11-21]. Bibcode:2009JGRB..11401312M. doi:10.1029/2007JB005507. （原始内容 (PDF)存档于2010-06-05）.
6. ↑  Baron, Jill. . Island Press. 2002  [2015-08-31]. ISBN 1-55963-953-9. （原始内容存档于2011-12-26）.
7. ↑  Carlson, Helen S. . University of Nevada Press. 1976: 215. ISBN 978-0-87417-094-8.
8. ↑  Perkins, Sid. . Science News: 296–298. 2002-05-11. （原始内容存档于2007-07-01）.
9. ↑  CCTV. . 土豆视频. （原始内容存档于2016-03-10） （中文）.
10. ↑  . USGS.   [2015-09-04]. USGS fact sheet 158-02. （原始内容存档于2012-06-28）.
11. ↑  .   [2007-12-09]. （原始内容存档于2007-12-14）.
12. ↑  Brandt, E. . National Wildlife. 1993, 31: 412.
13. ↑  .   [2015-09-04]. （原始内容存档于2016-03-05）.